# Collinsonia
Collinsonia es un género  de plantas con flores perteneciente a la familia Lamiaceae. Es originario de Norteamérica, China y regiones templadas de Asia. 

Comprende 22 especies descritas y de estas, solo 11 aceptadas.

## Taxonomía
El género fue descrito por Carlos Linneo y publicado en Species Plantarum 1: 28. 1753. La especie tipo es: Collinsonia canadensis L.

## Especies aceptadas
A continuación se brinda un listado de las especies del género Collinsonia aceptadas hasta septiembre de 2014, ordenadas alfabéticamente. Para cada una se indica el nombre binomial seguido del autor, abreviado según las convenciones y usos.	
1. Collinsonia anisata Sims - Alabama, Misisipi, Florida, Georgia
2. Collinsonia australis (C.Y.Wu & H.W.Li) Harley - Fujian, Guangdong
3. Collinsonia canadensis L. - Quebec, Ontario,  Estados Unidos
4. Collinsonia elsholtzioides (Merr.) Harley - Anhui, Guangdong, Hubei, Hunan, Jiangxi, Zhejiang
5. Collinsonia glandulosa (C.Y.Wu) Harley - Fujian
6. Collinsonia japonica (Miq.) Harley - Japón
7. Collinsonia macrobracteata (Masam.) Harley - Taiwán
8. Collinsonia punctata Elliott - Estados Unidos desde Luisiana a Carolna del Norte
9. Collinsonia sinensis (Diels) Harley - Anhui, Jiangsu, Zhejiang
10. Collinsonia szechuanensis (C.Y.Wu) Harley - Sichuan, Yunnan
11. Collinsonia verticillata Baldwin ex Elliott - Estados Unidos desde Ohio y Virginia a Alabama